# Distretto di Vinnycja
Il distretto di Vinnycja (in ucraino Вінницький район?, Vinnyc'kyj raion) è un distretto nell'oblast' di Vinnycja in Ucraina. Il suo centro amministrativo è la città di Vinnycja Ha una popolazione di 647 966 abitanti.

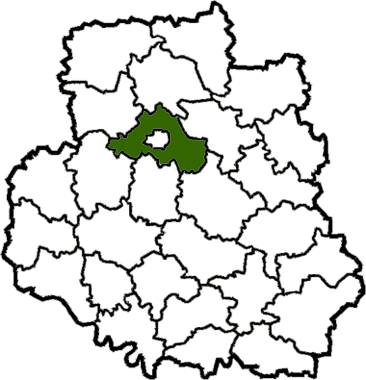
Territorio del distretto prima della riforma amministrativa del 2020

Il 18 luglio 2020, come parte della riforma amministrativa dell'Ucraina, il numero di distretti dell'oblast di Vinnycja è stato ridotto a sei e l'area del distretto di Vinnycja è stata notevolmente ampliata.

## Geografia antropica
Il distretto è suddiviso in 16 comunità territoriali (hromada).

### Situazione ante 2020
Il distretto era suddiviso in tre insediamenti di tipo urbano (Voronovyćka, Desnjanśka, e Stryžavśka) e 30 comuni rurali.